# 시킴어

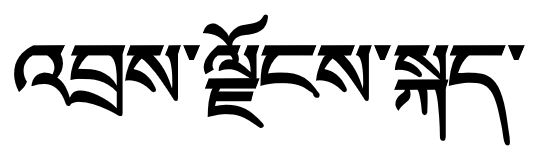

시킴어(Sikkimese) 또는 시킴 티베트어(Sikkimese Tibetan)는 인도 시킴 주와 네팔 동부에서 사용되는 남부 티베트계 언어의 일종이다. 자기 명칭은 Drendzongké(འབྲས་ལྗོངས་སྐད)이다. 티베트 문자로 표기되며, 화자는 약 7만 명이다.
종카어와 가까운 관계로서 65%의 어휘가 비슷하고, 한편 표준 티베트어와는 42%의 어휘가 비슷하여 비교적 차이가 있다. 네팔어나 표준 티베트어와 자주 접촉한 관계로 이들 언어의 어휘를 혼용하여 쓰기도 한다.

## 자음
|        |             | 순음   | 치음/ 치경음 | 권설음    | (치경구개음) 경구개음 | 연구개음 | 성문음 |
| ------ | ----------- | ------ | ------------ | --------- | --------------------- | -------- | ------ |
| 비음   | 비음        | m ⟨མ⟩  | n ⟨ན⟩        |           | ɲ ⟨ཉ⟩                 | ŋ ⟨ང⟩    |        |
| 폐쇄음 | 무성 무기음 | p ⟨པ⟩  | t ⟨ཏ⟩        | ʈ ⟨ཏྲ⟩     |                       | k ⟨ཀ⟩    | ʔ ⟨འ⟩  |
| 폐쇄음 | 무성 유기음 | pʰ ⟨ཕ⟩ | tʰ ⟨ཐ⟩       | ʈʰ ⟨ཐྲ⟩    |                       | kʰ ⟨ཁ⟩   |        |
| 폐쇄음 | 유성음      | b ⟨བ⟩  | d ⟨ད⟩        | ɖ ⟨དྲ⟩     |                       | ɡ ⟨ག⟩    |        |
| 폐찰음 | 무성 무기음 |        | ts ⟨ཙ⟩       |           | tɕ ⟨ཅ⟩                |          |        |
| 폐찰음 | 무성 유기음 |        | tsʰ ⟨ཚ⟩      |           | tɕʰ ⟨ཆ⟩               |          |        |
| 폐찰음 | 유성음      |        | dz ⟨ཛ⟩       |           | dʑ ⟨ཇ⟩                |          |        |
| 마찰음 | 무성음      |        | s ⟨ས⟩        |           | ɕ ⟨ཤ⟩                 |          | h ⟨ཧ⟩  |
| 마찰음 | 유성음      | v ⟨ཝ⟩  | z ⟨ཟ⟩        |           | ʑ ⟨ཞ⟩                 |          |        |
| 유음   | 유음        |        | l ⟨ལ⟩        | r~ɹ~ɾ ⟨ར⟩ |                       |          |        |
| 접근음 | 접근음      |        |              |           | j ⟨ཡ⟩                 |          |        |

## 모음
|        | 전설    | 중설    | 후설    |
| ------ | ------- | ------- | ------- |
| 고모음 | /i/ ⟨ཨི⟩ |         | /u/ ⟨ཨུ⟩ |
| 중모음 | /e/ ⟨ཨེ⟩ |         | /o/ ⟨ཨོ⟩ |
| 저모음 |         | /ɐ/ ⟨ཨ⟩ |         |

## 같이 보기
- 티베트어
- 렙차어